# اوویدیو یولیو مولدوان
اوویدیو یولیو مولدوان (رومانیایی: Ovidiu Iuliu Moldovan؛ ‏ رومانیایی: [oˈvidju ˈjulju moldoˈvan]؛ ‏ ۱ ژانویهٔ ۱۹۴۲ – ۱۲ مارس ۲۰۰۸) بازیگر اهل رومانی بود.
از فیلم‌هایی که وی در آن نقش داشته‌است، می‌توان به کمیسر متهم می‌کند، گرز سه نشان، نشان مار، پیامبر، طلا و اهالی ترانسیلوانی، خواب جزیره و دوئل اشاره کرد.